# Ezine
Ezine is een Turks district in de provincie Çanakkale en telt 34.336 inwoners (2007). Het district heeft een oppervlakte van 654,1 km².
De bevolkingsontwikkeling van het district is weergegeven in onderstaande tabel.
| 1997   | 2000   | 2007   |
| ------ | ------ | ------ |
| 32.886 | 35.301 | 34.336 |